# Nils Handal
Nils Kristoffer Handal (* 18. Juni 1906 in Bergen; † 28. Dezember 1992) war ein norwegischer Politiker der sozialdemokratischen Arbeiderpartiet. Er war von 1945 bis 1953 der Bürgermeister von Bergen. Von November 1953 bis Januar war er der Industrieminister und anschließend bis Februar 1961 der Verteidigungsminister seines Landes. Zwischen 1961 und 1976 fungierte er als Fylkesmann von Oppland.

## Leben
Handal, Sohn des Wachtmeisters Ole Monsen Handal und Martha Malene Sjursen, beendete 1932 sein Studium der Philologie. Ab 1933 unterrichtete er in Schulen in Bergen. Im Jahr 1935 begann er als Lehrer am Handelsgymnasium Bergen (Bergen Handelsgymnas) zu arbeiten. In den Jahren 1945 bis 1953 fungierte Handal als Bürgermeister seiner Heimatstadt. Am 2. November 1953 wurde er als Nachfolger von Lars Evensen zum Industrieminister in der Regierung Torp ernannt. Er hatte das Amt bis zum Ende der Amtszeit von Oscar Torp am 21. Januar 1955 inne. Handal wurde anschließend in der Regierung Gerhardsen III zum Verteidigungsminister ernannt. Als solcher war er vom 21. Januar 1955 bis zum 18. Februar 1961 im Amt. Grund für sein Ausscheiden war, dass er Fylkesmann des damaligen Fylkes Oppland werden wollte.
Nach seiner Zeit als Minister übernahm Handal im April 1961 von Hans Gabrielsen das Amt des Fylkesmann von Oppland. Diesen Posten behielt er bis Juli 1976, als Thorstein Treholt sein Nachfolger wurde.
Handal starb im Dezember 1992 im Alter von 86 Jahren.

## Auszeichnungen
- 1948: Falkenorden (Kommandeur)
- 1981: Sankt-Olav-Orden (Kommandeur)

## Werke
- 1934: Kommunestyret i Bergen på overgangen fra embetsstyre til lokalt selvstyre. Bergen
- 1958: Vårt forsvar i rakettalderen. Bergen